# نوكيا 6340
نوكيا 6340 هو أحد أجهزة نوكيا، شركة الهواتف والتقنية النقالة. يأتي هذا الجهاز مع شاشة نوعها 96 * 65 ذو لون واحد (مونوكروم). تم إصدار هذا الجهاز في 2003. أما بالنسبة لوضعية إنتاجه الحالية فلم يعد يتم إنتاجه. تقنيته/تردده هي GAIT. جيل الجهاز هو DCT4. عامل الشكل (التصميم) للجهاز هو "قطعة حلوى.

## نوكيا 6340i
نوكيا 6340i هو إصدار فرعي. يأتي هذا الجهاز مع شاشة نوعها 96 * 65 ذو لون واحد (مونوكروم). تم إصدار هذا الجهاز في 2002. أما بالنسبة لوضعية إنتاجه الحالية فلم يعد يتم إنتاجه. تقنيته/تردده هي GAIT. جيل الجهاز هو DCT4. عامل الشكل (التصميم) للجهاز هو "قطعة حلوى.